# Rakshasa

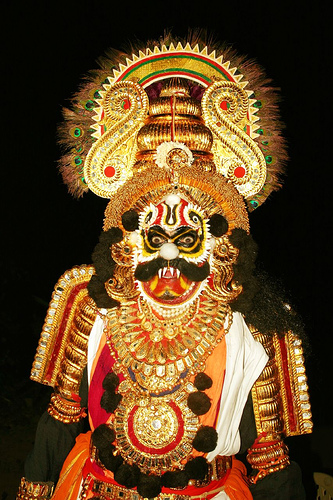
Rakshasa

Rakshasa (em português, raxasa) é uma raça de seres mitológicos humanoides ou espíritos malignos na religião Budista e Hindu. O nome vem do sânscrito "raksha", pedir proteção, já que eram seres tão horripilantes que induziam, a quem quer que se deparassem com eles, a pedir proteção.
Eram seres abomináveis, canibais e de mente perversa. O Rakshasa mais célebre foi Ravana, que se tornou rei de Sri Lanka (Ceilão) e que teve a ousadia de abduzir Sita, a esposa de Vixnu, que havia se encarnado como Rama, história detalhada no clássico hindu Ramayana.
Rakshasas se alimentam de carne humana.